# Дніпровський тролейбус
Дніпрóвський троле́йбус — тролейбусна система Дніпра. Зараз система налічує 21 маршрут та 2 депо. Довжина контактної мережі на 2017 рік — 187,8 км.

## Історія

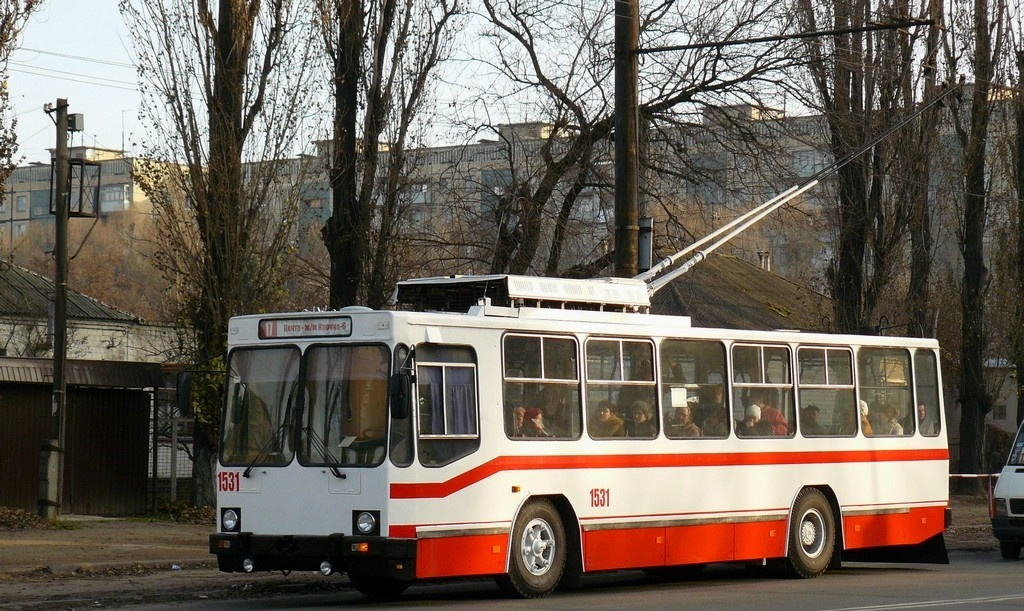
ЮМЗ Т2 (№ 1531)

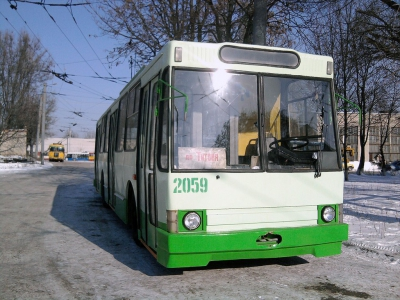
ЮМЗ Т1Р (Т2П) (№ 2059)

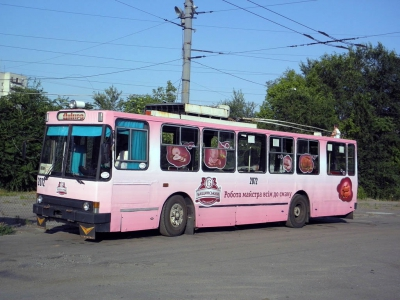
ЮМЗ Т1Р (Т2П) (№ 2072)

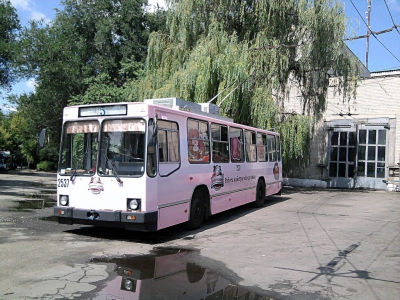
ЮМЗ Т2 (№ 2537)

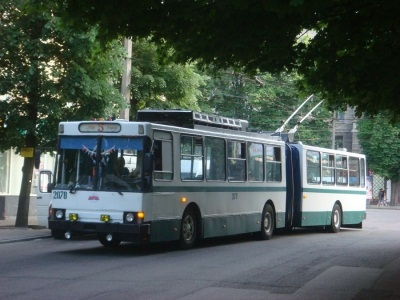
ЮМЗ Т1 (№ 2078)

У 1947 році при управлінні дніпровського трамвая створено тролейбусну службу. 
На території трамвайного депо № 1 виділили приміщення для ремонту і огляду тролейбусів. До Харкова направлено групу працівників для оволодіння професіями, пов'язаними з ремонтом і експлуатацією тролейбусів.
7 листопада 1947 року, після святкової демонстрації, відкрито тролейбусний рух. Чотири машини виробництва «MAN», які надійшли з Чернівців та Києва, курсували від хлібозаводу біля центрального залізничного вокзалу до вулиці Барикадної.
1948 — побудована нова тролейбусна лінія від міськвиконкому до парку імені Тараса Шевченка. Тролейбуси почали курсувати від вокзалу до парку за маршрутом № 2. Надійшли перші 8 машин вітчизняного виробництва МТБ-82.
1949 — збудовано нову тролейбусну лінію від вулиці Центральної до виконкому АНД району через Дніпро по дерев'яному мосту.
З 1 вересня 1949 року — Управління трамвая перейменоване на Дніпропетровське трамвайно-тролейбусне управління.
1952 — за рік перввезено тролейбусами 11 млн 779 тисяч пасажирів.
1954 — на балансі підприємства перебуває 37 тролейбусів. По Новомосковському шосе (нині — Слобожанський проспект) розпочаті роботи з будівництва тролейбусної лінії.
1955 — протяжність тролейбусних ліній складає 18 км. Триває будівництво тролейбусної лінії (майбутнього маршруту № 3).
1956 — відкрито тролейбусний маршрут № 3 через залізничний міст до заводу ім. Карла Лібкнехта.
1957 — нова тролейбусна лінія (маршрут № 4) довжиною 16 км зв'язала робітничий район по проспекту Калініна (сучасний проспект Сергія Нігояна) з парком імені Тараса Шевченка.
Тролейбусне депо поповнилось дев'ятьма машинами. Вони з'явились на маршруті № 2 «Вокзал — Парк імені Тараса Шевченка».
1958 — на балансі підприємства перебуває 60 тролейбусів.
1959 — напередодні жовтневих свят відкрито новий маршрут № 5, який пролягав від вулиці Сєрова (нині — вулиця Андрія Фабра) до вул. Паркової (нині — вул. Незалежності).
1960 — введено в експлуатацію тролейбусні маршрути № 6 «Вокзал — просп. Карла Маркса — Підстанція» та № 7 «Вокзал — вул. Холодильна». До міста надійшли два нових тролейбуса ЗіУ-5. Ухвалено рішення про переведення міськелектротранспорту на роботу без кондуктора. По тролейбусному маршруту № 1 курсував тролейбус МТБ-82Д (№ 39), з якого почалося бескондукторное обслуговування пасажирів.
1961 — введено в експлуатацію тролейбусне депо в селищі Нове Клочко на 100 машин, до цього базувалися на території трамвайного депо № 1. Введено в експлуатацію нові кільцеві маршрути «А» і «Б» загальною протяжністю 32,7 км. У новому тролейбусному депо зведено тягову підстанцію.
1962 — до міста надійшли 15 тролейбусів, з них 10 ЗіУ-5 і 5 Škoda 9Tr. Стали до ладу діючі тягові підстанції № 7 та № 8.
1963 — відкрито маршрут № 8. Тролейбусний парк поповнився 32 новими машинами ЗіУ-5 і Київ-2. Всі 11 тролейбусів Škoda 8Tr і Škoda 9Tr були відправлені до Сімферополя.
1964 — чергове поповнення парку, надійшли нові 24 тролейбусні машини ЗіУ-5 і Київ-2.
На балансі підприємства — 130 машин.
1967 — ще ніколи так не оновлювався рухомий склад. В управління надійшло 34 тролейбуси. 
Відкрито рух тролейбусів по новому автодорожньому мосту. Тролейбусному депо присвоєно звання: «Підприємство високої культури виробництва».
1968 — надійшло 42 тролейбуса.
1969 — протяжність тролейбусних маршрутів збільшилась на 15,2 км. Відкрито маршрут № 9 «пл. Жовтнева — завод «Полімермаш». Отримано 23 тролейбусні машини.
1971 — здано в експлуатацію тролейбусний маршрут № 10, протяжністю 9 км «пл. Жовтнева — ж/м «Перемога».
1972 — відкрито тролейбусний маршрут № 11.
1973 — відкрито тролейбусний маршрут № 12. Він зв'язав центр міста з ж/м «Перемога», а також маршрут № 13 від річкового вокзалу до житлового масиву «Червоний Камінь».
1974 — почалось впровадження передового досвіду киян. На вулицях Дніпра з'явились тролейбусні поїзди із двох тролейбусів Škoda 9Tr з'єднаних за системою Володимира Веклича.
Відкрито тролейбусні маршрути № 14 «ЦУМ — вул. Осіння» та № 15 «пл. Островського (нині — Старомостова площа) — вул. Осіння». Зведені нові тягові підстанції. Протяжність тролейбусних ліній збільшилась на 12 км. До міста надійшли 45 тролейбусів Škoda 9Tr.
1975 — відкрито маршрут № 16 від Жовтневої площі до житлового масиву «Тополя». Протяжність — 17,4 км
1976 — відкрито новий маршрут від заводу «Полімермаш» до житлового масиву «Тополя». Розпочато будівництво тролейбусного депо № 2.
1977 — продовжується будівництво тролейбусного депо № 2.
1978 — отримано 25 тролейбусів ЗіУ-682, 2 технічних тролейбуса КТГ-1.
1979 — подовжені тролейбусні маршрути № 11, 16. З квітня водії звільнені від продажу абонементних талонів.
1980 — 20 липня стало до ладу тролейбусне депо № 2 на проспекті Героїв Сталінграда. Отримано 70 тролейбусів ЗіУ-682. Відкрито тролейбусне сполучення від Жовтневої площі до цеху КГШ заводу Дніпрошина. На балансі підприємства налічується 310 тролейбусних машин. Протяжність тролейбусних ліній становить 166,2 км.
1981 — відкрито тролейбусний маршрут № 14А, протяжністю 3,6 км від цеху «Ш» заводу Карла Лібкнехта до просп. ім. Газети «Правда».
Тролейбусний маршрут № 17 сполучив центр міста з житловим масивом «Клочко-6», протяжність маршруту — 17,9 км.
Встановлена прямий транзитний зв'язок між центральним диспетчером і шістьма диспетчерськими пунктами по тролейбусу.
1984 — у тролейбусному депо № 1 відкрито їдальню. За рік отримано 17 тролейбусів ЗіУ-682.
1985 — споруджений диспетчерський пункт в тролейбусному депо № 2 та приміщення станції № 16. Відкрито Євпаторійський шляхопровід. За рік отримано 20 тролейбусів ЗіУ-682.
1987 — виведено з пасажирської експлуатації тролейбуси ЗіУ-5.
1988 — у тролейбусному депо № 2 обладнаний центр «Здоров'я».
1990 — відкрито маршрут № 18 з центру до ж/м «Березинський» та ж/м «Лівобережний-1».
1991 — відкрито тролейбусний маршрут № 19.
1992 — відкрито маршрути № 20 з центру до ж/м «Лівобережний-3» та № 21 «ДІІТ — ж/м «Тополя-3».
31 січня на випробування вийшли перші тролейбуси Південмашу. За рік отримано 16 тролейбусів ЗіУ-682, 6 тролейбусів ЗіУ-683 і 20 ЮМЗ Т1.
1993 — рішенням сесії міської ради у вигляді експерименту 3 квітня встановлено безкоштовний проїзд в трамваях і тролейбусах. Отримано 25 пасажирських тролейбусів (10 ЗіУ-682 і 15 ЮМЗ Т1).
1994 — у грудні рішенням сесії міської ради в трамваях і тролейбусах знову встановлений платний проїзд. Для обілечування пасажирів на роботу прийнято понад 600 кондукторів. Вартість проїзду спочатку становила 1000 крб., проте згодом неодноразово підвищувалася. На балансі підприємства налічувалося 318 тролейбусів. На лінію кожен день в середньому виходило 185 машин. Вони курсували на 24 тролейбусних маршрутах. Протяжність маршрутів становила 193 км. За рік отримано 
16 тролейбусів (10 ЮМЗ Т1 і 6 ЮМЗ Т2). З пасажирської експлуатації були виведені тролейбуси Škoda 9Tr.
1995 — у тролейбусному депо № 1 розпочато роботи зі спорудження комплексу щоденного обслуговування машин. Зведені стіни, дах, зроблені оглядові канави, підлогу.
1996 — на початку року вартість проїзду підвищилася до 20000 крб. У липні з'явилися нові тролейбусні маршрути, які працювали в режимі маршрутного таксі. Вони були введені для підвищення рівня фінансового забезпечення підприємства, тому що почалися перебої з виплатами з міського бюджету компенсацій за перевезення пасажирів пільгових категорій. Вартість проїзду в них становила 40000 крб., проти 20000 крб. в «звичайних» тролейбусах. В режим маршрутних таксі були переведені майже всі більш-менш нові тролейбуси. Однак цей експеримент був сприйнятий негативно, і вже у 1997 році всі тролейбуси знову повернулися в «звичайний» режим. Змінено кінцеву зупинку тролейбусних маршрутів № 7, 14, 17, 18, 20 в центрі. Машини розвертаються на вулиці Коцюбинського, а не на вулиці Плеханова, як було раніше. Став до ладу комплекс щоденного обслуговування машин в тролейбусному депо № 1.
1997 — у лютому вартість проїзду в електротранспорті підвищилася з 20 до 30 коп.
У поточному році в Дніпропетровську проводився конкурс майстерності водіїв тролейбусів. Наприкінці року отримано один подарунковий тролейбус ЮМЗ Т2 (№ 2524), на бортах якого красувалися привітання з 50-річним ювілеєм тролейбусного руху від співробітників Південмашу.
1998 — у першому півріччі надійшло 5 нових тролейбусів ЮМЗ Т2. У серпні відбувається обвал в економіці, настає економічна криза, яка, природно, не могла не вплинути на роботу електротранспорту. Криза посилюється тим, що як раз в цьому році особливо активно починають вводитися в експлуатацію приватні маршрутні таксі. Були закуплені сотні мікроавтобусів і випущені на автобусні маршрути міста. Спочатку вони практично повністю витіснили з дніпропетровських вулиць автобуси великої місткості, а потім взялися за переманювання до себе пасажирів з електротранспорту. Тролейбуси і трамваї повільно перетворювалися в транспорт виключно для «пільговиків» і незаможних.
1999 — відкрито тролейбусний маршрут № 1 «Жовтнева площа — вул. Титова». Вперше за два десятиліття місто не отримало жодного нового тролейбуса. Але не це було найстрашнішим — влітку почалася практика укорочення, тобто перероблення в поодинокі, зчленованих тролейбусів ЮМЗ Т1. Всього за поточний рік подібним чином було перероблено 11 на тролейбуси ЮМЗ Т1Р (Т2П).
2000 — місто знову не отримує жодного тролейбуса і трамвая. Триває укорочення тролейбусів ЮМЗ Т1 в моделі ЮМЗ Т1Р (Т2П).
2001 — Дніпропетровськ відзначав своє 225-річчя. На честь цієї події надійшли 4 нові тролейбуси ЮМЗ Т2, яким присвоєні № 1530, 1531, 2532, 2533. Спеціально на замовлення тролейбуси пофарбовані в нестандартні кольори, а на їх бортах красувалися подарункові написи. Була зроблена спроба організувати тролейбусний маршрут № 2 «Вокзал — Тополь-3», однак він не користувався популярністю через тривалі інтервали (рухомий склад спеціально для нього адже ніхто не купував). Маршрут проіснував близько півтора року, після чого був скасований. Вартість проїзду зросла спочатку з 30 до 40 копійок, а потім — майже відразу ж до 50 копійок.
2003 — на Південмаші виготовлений дослідний зразок нового низкопольного тролейбуса ЮМЗ Е186, який демонструється в Дніпропетровську на виставці міського транспорту на честь Дня міста, 12 вересня. Однак, через важке фінансове становище, про можливе придбання цих машин в Дніпропетровську не було й мови. Тим часом намічається чергова криза. Підприємство «Дніпроміськелектротранс» має великі борги за електроенергію, викликані тим, що безкоштовний проїзд пасажирів пільгових категорій практично не компенсувався з міського бюджету протягом кількох років. У жовтні та листопаді двічі відбувається відключення електротранспорту від подачі електрики. Однак кризу долають, хоч і з використанням непопулярних заходів, таких як скорочення випусків тролейбусів на маршрути. Ліквідовано тролейбусний маршрут № 8.
2006 — вперше за останні 5 років закуплені нові тролейбуси ЗіУ-682Г0М в кількості 6 штук.
2007 — місто отримало 4 нових тролейбуси ЮМЗ Т2. Під час реконструкції набережної був закритий маршрут № 13, який з'єднував центр та річковий вокзал з житловими масивами Червоний Камінь, Комунар та Парус.
2008 — отримано 3 нових тролейбуси ЮМЗ Т2 та 1 ЮМЗ Е186.01.
2009 — знято контактну мережу по вулиці Дзержинського (колишній маршрут № 4). Влітку, у зв'язку з ремонтом проїзджої частини на проспекті Гагаріна, було тимчасово відновлено маршрут № 8 у вигляді «Завод Металовиробів — проспект Пушкіна». Після завершення експерименту, маршрут було вирішено залишити постійним.
2010 — з 1 жовтня відновлено маршрут № 4 у вигляді «Жовтнева площа — Завод ім. Петровського». Спочатку планувалось вкоротити маршрут до вулиці Канатної, але потім було вирішено таки подовжити до заводу та станції  «Металургів».
З 21 червня 2011 року вартість проїзду в електротранспорті становить 1,25 гривень.
З 26 по 30 вересня на території тролейбусного депо № 1 пройшов всеукраїнський конкурс професійної майстерності водіїв тролейбуса.
З 29 вересня 2011 року відновлено рух тролейбусного маршруту № «Б» з випуском 2 одиниці.
З 15 листопада 2011 року вартість проїзду в міському електротранспорті зросла на 25 коп. і складає 1,50 гривні.
7 листопада 2012 року Дніпропетровському тролейбусу виповнилося 65 років.

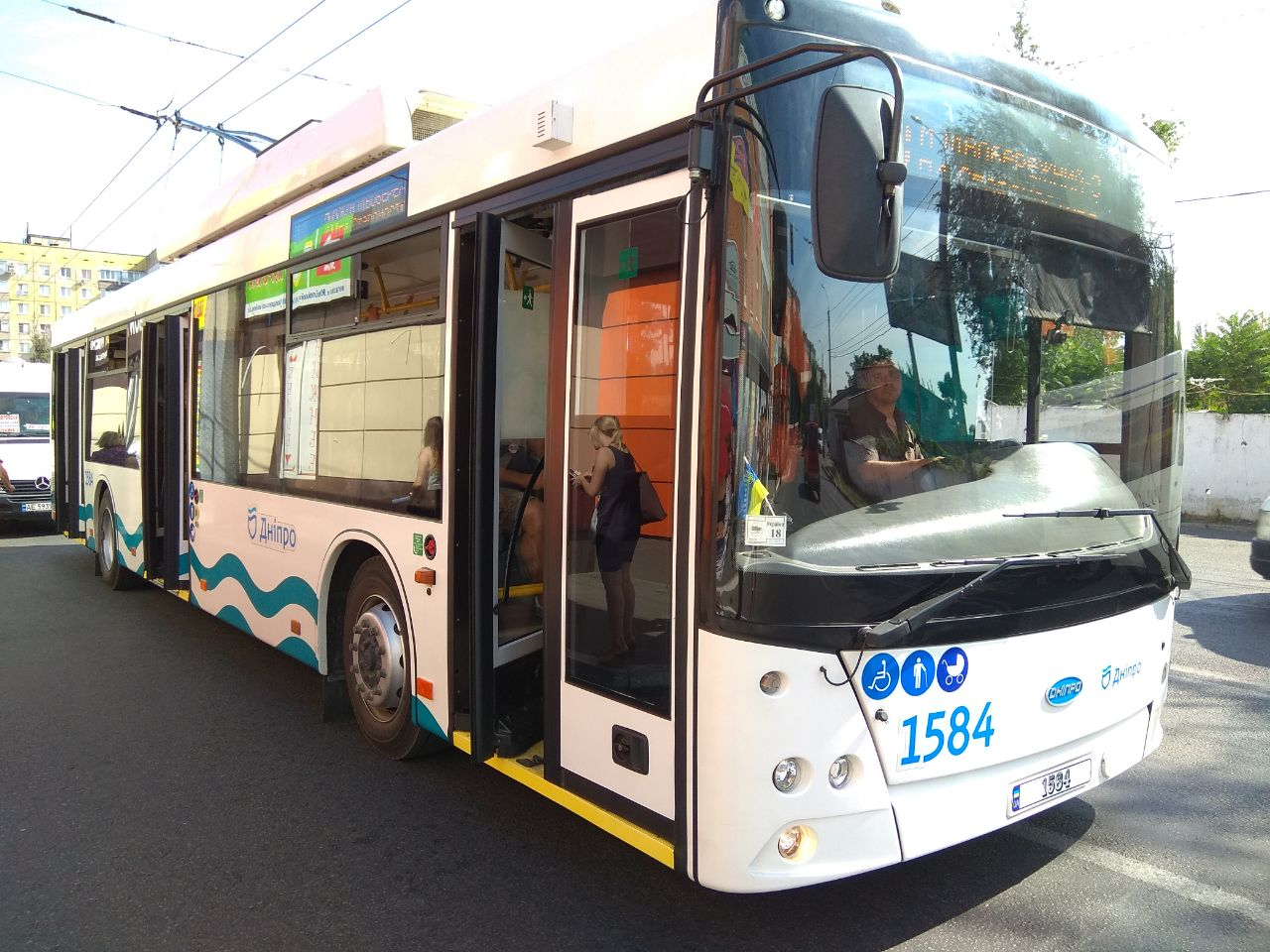
Дніпро Т203 (№ 1584) у корпоративних кольорах «Дніпровського електротранспорту»

21 січня 2015 року до тролейбусного депо № 2 надійшов новий тролейбус Дніпро Т103 (№ 2542).
З 1 по 11 травня 2015 року, у зв'язку з ремонтом рейок на перехресті проспекту Карла Маркса / вулиці Леніна на трамвайному маршруті № 1, рух було припинено. Натомість на ділянці Вокзал — вул. Центральна тимчасово було відновлено маршрут тролейбуса № 2 «Вокзал — Парк імені Тараса Шевченка».
1 жовтня відкрито нову тролейбусну лінію, що поєднала маршрути № 16 та 19 по Запорізькому шосе. Почав курсувати маршрут № 19, який нині зі своєї старої кінцевої прямує до кінцевої зупинки маршруту № 16 і далі через вулицю Панікахи повз «Січ» виходить на Запорізьке шосе. Наприкінці 2015 року отримано ще 10 нових тролейбусів Дніпро Т103 (№ 1548—1552, 2543—2547).
17 листопада 2016 року до тролейбусного депо № 1 надійшов перший з 13 тролейбусів БКМ 321 (№ 1553), а 28 листопада 2016 року другий (№ 2560) до тролейбусного депо № 2.
25 червня 2017 року тролейбусний маршрут № 10 подовжений до Соборної площі із зупинками як у маршрутів № 9 і 16. Через зміну конфігурації контактної мережі, маршрути № 1 та 4 прямують на Соборну площу через вулицю Героїв Крут.
2 серпня 2017 року, після заводських випробувань, в депо № 1 надійшло два тролейбуси Дніпро Т203 (№№ 1001 і 1002).
4 серпня 2017 року відкрито маршрут № 14 «вулиця Глінки — ж/м «Сонячний». Це перший тролейбусний маршрут, на якому почали працювати тролейбуси Дніпро Т203 з автономним ходом до 20 км.
7 листопада 2017 року Дніпровському тролейбусу виповнилося 70 років.
У 2017 році розпочалися роботи щодо відновлення руху тролейбусів за колишнім маршрутом № 13, який припинив свою роботу у 2007 році, (від перехрестя Січеславської Набережної з вул. Володимира Мономаха до житлового масиву «Парус-2»).
15 грудня 2017 року відкритий тролейбусний маршрут № 2 «Вулиця Глінки — ж/м Парус-2»
З 5 серпня 2018 року — вартість  проїзду зросла на 2,5 гривні і становить 4 гривні.
8 вересня 2018 року відкрито тролейбусний маршрут № 21 «Площа Соборна — ж/м Сокіл-2». Запуск нового маршруту обійшовся міському бюджету в 33 млн гривень. Для того, щоб здешевити будівництво, вирішили не будувати нову тягову підстанцію, а реконструювати стару, яка живить всі тролейбусні маршрути, які йдуть через житловий масив Тополя. Протяжність маршруту становить 21 км.
1 травня 2019 року розпочався монтаж розв'язки тролейбусної лінії на житловому масиві «Сонячний».
У 2019 році заплановано відкрити нову тролейбусну лінію на ж/м «Сонячний», а крім цього, до житлового масиву Придніпровськ.
10 грудня 2019 року у Дніпрі вирішили провести експеримент, що стосується брендування міського транспорту — один з нових тролейбусів Дніпро Т203 (№ 1596) пофарбували в блакитний колір замість білого. Новий дизайн для транспорту розробив місцевий дизайнер і засновник громадської організації «dnipro. design» Макс Голдін. З часом усі тролейбуси планується пофарбувати в новий бренд.
12 вересня 2020 року відкрито рух до житлового масиву Придніпровськ. На кінцевій зупинці «Самарський райвиконком» вперше застосована зарядна станція для тролейбусів з автономним ходом.
11 вересня 2021 року подовжено маршрут  № 12 тролейбусу, який прямує до житлового масиву «Перемога-6».

## Маршрути
| Діючі тролейбусні маршрути (станом на січень 2021 року) | Діючі тролейбусні маршрути (станом на січень 2021 року) | Діючі тролейбусні маршрути (станом на січень 2021 року) | Діючі тролейбусні маршрути (станом на січень 2021 року) | Діючі тролейбусні маршрути (станом на січень 2021 року)                                                                                    |
| №                                                       | Маршрут руху | Протяжність, км                                         | Інтервал руху, хв.                                      | Примітки |
| ------------------------------------------------------- | --- | ------------------------------------------------------- | ------------------------------------------------------- | --- |
| A                                                       | Вул. Незалежності — вул. Макарова — вул. Криворізька — вул. Робоча — вул. Національної Гвардії — вул. Савченка — вул. Степана Бандери — просп. Лесі Українки — вул. Фабра — просп. Яворницького — просп. Науки — Запорізьке шосе — просп. Хмельницького — Вул. Незалежності                                                      | 10,03                                                   | 9—40                                                    | Кільцевий |
| Б                                                       | Центральний залізничний вокзал — просп. Яворницького — вул. Степана Бандери — вул. Савченка — вул. Національної Гвардії — вул. Робоча — вул. Криворізька — вул. Макарова — вул. Незалежності — просп. Хмельницького — Запорізьке шосе — просп. Науки — Соборна пл. — просп. Дмитра Яворницького — Центральний залізничний вокзал | 10,1                                                    | 35—50                                                   | Кільцевий |
| 1                                                       | Соборна площа — просп. Дмитра Яворницького — вул. Фабра — просп. Лесі Українки — просп. Поля — Вул. Незалежності | 7,61                                                    | 8—27                                                    | |
| 2                                                       | Вулиця Королеви Єлизавети II — вул. Європейська → вул. Князя Володимира Великого — (у зворотному напрямку: вул. Володимира Мономаха) — вул. Січеславська Набережна — Заводська Набережна — Парусний провулок — ж/м «Парус-2» | 13,53                                                   | 10—15                                                   | |
| 3                                                       | Площа Старомостова — Амурський міст — просп. Мануйлівський — просп. Слобожанський — Вул. Холодильна | 10,44                                                   | 6—15                                                    | |
| 4                                                       | Соборна площа — просп. Дмитра Яворницького — вул. Фабра — просп. Лесі Українки — просп. Сергія Нігояна — «Металургів» | 7,25                                                    | 63—108                                                  | Працює лише у будні дні, у «годину пік» (1 машина)                                                                                         |
| 5                                                       | Вул. Незалежності — просп. Поля — просп. Лесі Українки — вул. Львівська — вул. 128-ї Бригади Тероборони — Автовокзал — Вокзальна пл. — просп. Дмитра Яворницького — вул. Фабра — просп. Лесі Українки — просп. Поля — Вул. Незалежності                                                                                          | 7,67                                                    | 5—19                                                    | Маршрут продовжено від перехрестя проспекту Лесі Українки та Олександра Поля з 26 грудня 2018                                              |
| 6                                                       | Соборна площа — просп. Дмитра Яворницького — вул. 6-ї Стрілецької дивізії — Набережна Перемоги — Південний міст — ж/м Придніпровськ — вул. Гаванська — вул. Електрична — вул. 20-річчя Перемоги — Самарський райвиконком | 16,51                                                   | 8-40                                                    | |
| 7                                                       | Вул. Європейська — вул. Князя Володимира Великого — Центральний міст — Слобожанський просп. — Вул. Холодильна | 8,34                                                    | 23—40                                                   | |
| 8                                                       | просп. Лесі Українки — просп. Олександра Поля — вул. Незалежності — просп. Хмельницького — Завод металовиробів | 9,89                                                    | 16—37                                                   | |
| 9                                                       | Соборна площа — просп. Науки — Запорізьке шосе — просп. Богдана Хмельницького — Завод металовиробів | 13,36                                                   | 20—45                                                   | Працює у «годину пік» по будням |
| 10                                                      | Соборна площа — просп. Дмитра Яворницького — вул. Яружна — Набережна Перемоги — просп. Героїв — бульв. Слави — ж/м «Перемога-5» | 8,77                                                    | 6—30                                                    | |
| 11                                                      | ж/м Тополя-2, 3 — вул. Панікахи — проїзд Гальченка — просп. Богдана Хмельницького — Завод металовиробів | 5,41                                                    | 35—65                                                   | Працює у «годину пік» по будням (1 машина)                                                                                                 |
| 12                                                      | Вул. Королеви Єлизавети II — вул. Європейська — вул. Князя Володимира Великого (у звор. напрямку: вул. Володимира Мономаха) — Січеславська Набережна — Набережна Перемоги — просп. Героїв — бульв. Слави — ж/м «Перемога-6» | 10,21                                                   | 5—20                                                    | |
| 14                                                      | Вул. Королеви Єлизавети II — вул. Європейська — вул. Князя Володимира Великого — Центральний міст — вул. Сонячна Набережна — ж/м «Сонячний» | 4,21                                                    | 5—15                                                    | |
| 15                                                      | Площа Старомостова — Амурський міст — просп. Мануйлівський — просп. Слобожанський — вул. Богдана Хмельницького — вул. Осіння — вул. Каштанова — Цех «Ш» | 9,51                                                    | 58—95                                                   | Працює у «годину пік» по будням (1 машина)                                                                                                 |
| 16                                                      | Соборна площа — просп. Науки — Запорізьке шосе — вул. Панікахи — ж/м «Тополя-1, 2, 3» | 11,53                                                   | 5—20                                                    | |
| 17                                                      | Вул. Європейська — Центральний міст — просп. Слобожанський — вул. Калинова — вул. Янтарна — ж/м «Калиновський-6» | 9,4                                                     | 5—18                                                    | |
| 19                                                      | Вул. Національної Гвардії — вул. Робоча — вул. Криворізька — вул. Макарова — вул. Незалежності — просп. Хмельницького — Запорізьке шосе — вул. Панікахи — ж/м «Тополя-1, 3, 2» | 11,07                                                   | 7—30                                                    | Маршрут продовжено від перехрестя вулиць Робоча та Професора Герасюта до перехрестя вулиць Робоча та Національної Гвардії з 3 грудня 2018. |
| 20                                                      | Вул. Європейська — Центральний міст — Слобожанський просп. — вул. Калинова — вул. Березинська — вул. Генерала Захарченка — просп. Миру — ж/м «Лівобережний-3» | 11,99                                                   | 4—15                                                    | |
| 21                                                      | ж/м «Сокіл-2» — бульвар Слави (вул. Космонавта Комарова) — Запорізьке шосе — просп. Науки — Соборна площа | 10,92                                                   | 9—15                                                    | |

### Скасовані та тимчасові маршрути
| №   | Маршрут руху | Примітки                                                 |
| --- | --- | -------------------------------------------------------- |
| 1К  | Центральний залізничний вокзал — Центральний ринок — вул. Столярова — Театральна — вул. Воскресенська — пл. Героїв Майдану                                    |                                                          |
| 2   | Центральний залізничний вокзал — просп. Дмитра Яворницького — просп. Науки — Запорізьке шосе — вул. Панікахи — ж/м «Тополя-3»                                 |                                                          |
| 6   | Завод «Дніпрошина» — вул. Кротова — просп. Богдана Хмельницького — Запорізьке шосе — просп. Гагаріна (нині — просп. Науки) — Транспортний університет (ДНУЗТ) |                                                          |
| 9К  | пл. Космічна — Запорізьке шосе — просп. Богдана Хмельницького — Завод металовиробів                                                                           | Працював у «годину пік» (маршрут обслуговувати 2 машини) |
| 13  | ж/м «Парус-2» — вул. Набережна Заводська — Січеславська Набережна — вул. Володимира Мономаха — Вул. Королеви Єлизавети II                                     | Маршрут відновлено під № 2                               |
| 13А | ж/м «Парус-2» — вул. Набережна Заводська — Річковий вокзал |                                                          |
| 14  | Вул. Осіння — вул. Богдана Хмельницького — Слобожанський просп. — Центральний міст — Вул. Королеви Єлизавети II                                               |                                                          |
| 14А | Вул. Осіння — вул. Каштанова — Слобожанський просп. (у зворотному напрямку: вул. Богдана Хмельницького)                                                       |                                                          |
| 18  | Вул. Березинська — вул. Калинова — просп. Слобожанський — Центральний міст — Вул. Королеви Єлизавети II                                                       |                                                          |
| 18А | Вул. Березинська — вул. Калинова — просп. Слобожанський — Мануйлівський просп. — Амурський міст — Старомостова площа                                          |                                                          |
| 19А | Вул. Каверіна — вул. Робітнича — вул. Криворізька — вул. Макарова — вул. Тітова — Запорізьке шосе (на розі Запорізького шосе та вул. Аеропортівської)         |                                                          |
| 21  | ж/м «Тополя-3» — вул. Панікахи — Запорізьке шосе — просп. Науки — Транспортний університет (ДНУЗТ)                                                            |                                                          |

На період тривалих ремонтних робіт на трамвайному маршруті № 1 по проспекту Дмитра Яворницького, вводився тролейбусний маршрут № 2 майже за своїм історичним маршрутом — до Соборної площі.

## Оплата проїзду
Проїзд оплачується кондуктору, а у разі його відсутності — водієві.
З вересня 2018 року в Дніпрі можна оплатити проїзд в громадському електротранспорті через мобільний додаток, придбавши єдиний проїзний на день, тиждень або на місяць. Для цього слід увійти в додаток «Приват24», вибрати термін дії квитка, оплатити вартість картою будь-якого банку, яка прив'язана до додатка. Квиток буде згенеровано на мобільний телефон.
Тарифи на проїзд комунальному підприємству «Дніпровський електротанспорт» встановлюються рішенням виконкому Дніпровської міської ради.
| Динаміка вартості проїзду в тролейбусах |                             |          |  |
| Дата встановлення тарифу                | Вартість разового квитка, ₴ | Примітки |  |
| --------------------------------------- | --------------------------- | -------- |  |
| 15 листопада 2011                       | 1,50                        |          |  |
| 5 серпня 2018                           | 4,00                        |          |  |
| 3 січня 2020                            | 6,00                        | [ 23 ]   |  |
| 3 липня 2021                            | 8,00                        | [ 24 ]   |  |
| 3 січня 2025                            | 10,00                       |          |  |

## Рухомий склад
20 січня 2018 року в місто Дніпро від ТОВ «БКМ-Україна» надійшов перший тролейбус БКМ 321 з 13-ти замовлених в ході тендера, який відбувся у серпні 2017 року.
| Перелік рухомого складу (станом на 1 березня 2021) | Перелік рухомого складу (станом на 1 березня 2021) | Перелік рухомого складу (станом на 1 березня 2021) |
| Пасажирський                                       | Пасажирський                                       | Пасажирський                                       |
| -------------------------------------------------- | -------------------------------------------------- | -------------------------------------------------- |
| Модель                                             | Кількість, шт.                                     | В робочому стані                                   |
| Дніпро Т203                                        | 47                                                 | 46                                                 |
| ЮМЗ Т2                                             | 41                                                 | 38                                                 |
| БКМ 321                                            | 38                                                 | 36                                                 |
| ЮМЗ Т1Р (Т2П)                                      | 36                                                 | 26                                                 |
| Дніпро Т103                                        | 11                                                 | 11                                                 |
| ЗіУ-682Г                                           | 8                                                  | 6                                                  |
| ЮМЗ Т1                                             | 6                                                  | 2                                                  |
| ЮМЗ Т2М                                            | 1                                                  | 1                                                  |
| ЮМЗ Е186                                           | 1                                                  | 0                                                  |
| ЗіУ-683Б [Б00]                                     | 1                                                  | 1                                                  |
| Всього:                                            | 190                                                | 167                                                |
| Службовий                                          |                                                    |                                                    |
| КТГ-1                                              | 4                                                  | 4                                                  |
| Всього:                                            | 4                                                  | 4                                                  |

## Перспективи
- Планується подовжити маршрут № 10 до залізничного вокзалу[26].
- 10 серпня 2017 року досягнута домовленість про закупівлю щонайменше 50 тролейбусів за кошти ЄБРР[27].